# 亚历山大·波奇诺克

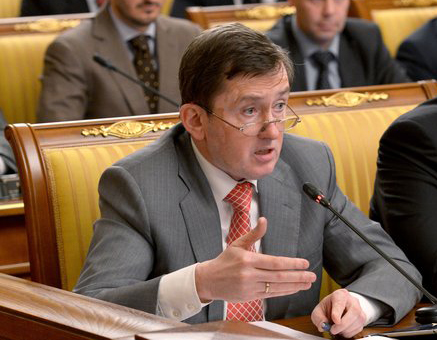
亞歷山大·波奇诺克

亞歷山大·彼得羅維奇·波奇诺克（俄语：Александр Петрович Починок；1958年1月12日—2014年3月16日），是一名俄罗斯经济学家、政治家。他在1990年至2000年，担任俄罗斯税务部长，2000年至2004年，担任劳工与社会发展部长。
2014年，他因心搏骤停于莫斯科去世，享年56岁。